# All this will be yours
All this will be yours is een studioalbum van Bruce Soord, bandleider van The Pineapple Thief, van wie regelmatig soloalbums verschijnen. All this will be yours is zijn derde en kwam tot stand nadat de band op tournee was geweest voor hun album Dissolution. Inspiratie kwam ook uit de geboorte van het derde kind van Bruce en Liz. Hij combineerde die geboorte met het alledaagse leven in Yeovil. Het leverde een stemmig album op met progressieve rock richting singer-songwriter. Ook dit album ontkwam niet aan de vergelijking met de muziek van Steven Wilson en Tim Bowness van no-man.  Opnamen vonden plaats gedurende de periode juni-september 2019 in de privéstudio van Soord, behalve de zingende (onbekende) man in Our gravest threat apart. 

## Musici
- Bruce Soord – zang, alle muziekinstrumenten

## Muziek
| Nr. | Titel                                | Duur |
| --- | ------------------------------------ | ---- |
| 1.  | The secrets I know                   | 2;24 |
| 2.  | Our gravest threat apart             | 4;14 |
| 3.  | The solitary path of a convicted man | 3:44 |
| 4.  | All this will be yours               | 6:04 |
| 5.  | Time does not exist                  | 3:33 |
| 6.  | One misstep                          | 4:00 |
| 7.  | You hear the voices                  | 6:54 |
| 8.  | Cut the flowers                      | 4:35 |
| 9.  | One day I will leave you             | 5:17 |

Van het album werd ook een luxe uitvoering uitgegeven; het bevat twee cd’s waarvan nummer 2 is volgespeeld met een akoestische versie van bovenstaand album en een dvd-audio met beide albums.